# Соціальна антропологія
Соціа́льна антрополо́гія — наукова дисципліна, один з розділів антропології, яка досліджує поведінку людей у межах соціальних груп.
Соціоантропологи вивчають структуру соціальних зв'язків людини, включаючи: традиції, економічну та політичну активність, законодавство, звичаєве право, усталені шаблони споживання й обміну, родичання та структуру сім'ї, міжстатеві стосунки, дорослішання підлітків та їх соціалізацію, релігію тощо.
Сучасна соціальна антропологія розвинулась у Лондонській школі економічних та політичних наук після Першої світової війни.
Едмунд Ліч визначав соціальну антропологію як вид порівняльної мікросоціології, яка базується на широкому використанні польових спостережень. Назва, соціальна антропологія, переважно використовується у Великій Британії, проте її предмет тісно пов'язаний або навіть еквівалентний культурній антропології.
Методами дослідження в соціальній антропології є включене спостереження, статистичне опитування, інтерв'ю.
В Україні проблематикою соціальної антропології займається В. М. Мельник, який є автором монографії «Нариси з теорії соціокультурної антропології» (Вінниця: Вінницька міська друкарня, 2015. — 552 с.).

## Науковці, яких пов'язують з соціальною антропологією
- Альфред Редкліф-Браун
- Едмунд Ліч
- Ернест Ґеллнер
- Джеймс Джордж Фрейзер
- Маліновський Броніслав
- Салзманн Зденек
- Пол Коннертон
- Роберт Рейналф Маретт
- Мері Дуглас